# Santibáñez de la Sierra (kommunhuvudort)
Santibáñez de la Sierra är en kommunhuvudort i Spanien.   Den ligger i provinsen Provincia de Salamanca och regionen Kastilien och Leon, i den centrala delen av landet, 190 km väster om huvudstaden Madrid. Santibáñez de la Sierra ligger 622 meter över havet och antalet invånare är 242.
Terrängen runt Santibáñez de la Sierra är huvudsakligen kuperad. Santibáñez de la Sierra ligger nere i en dal. Runt Santibáñez de la Sierra är det mycket glesbefolkat, med 7 invånare per kvadratkilometer. Närmaste större samhälle är Béjar, 17,6 km sydost om Santibáñez de la Sierra. 